# 安蒂洛
安蒂洛（義大利語：Antillo），是意大利西西里大区墨西拿廣域市的一个市镇。总面积43平方公里，人口965人，人口密度22.4人/平方公里（2009年）。ISTAT代码为083004。